# Luis Arias Romero
Luis Arias Romero (Madrid, 30 de diciembre de 1949) es un diplomático español, de origen asturiano. Ha sido embajador de España en Filipinas (2007-2011) y en Corea del Sur (2011-2014).

## Biografía
Nacido en Madrid, se trasladó junto con toda su familia a Asturias, donde residió hasta los veintiún años. Tras estudiar el bachillerato en el Instituto Alfonso II (Oviedo), se licenció en Derecho en la Universidad de Oviedo. Completó su formación académica en el Old College, en la Facultad de Derecho de la Universidad de Edimburgo (Escocia), antes de ingresar en la Escuela Diplomática (1974).
Ha estado destinado en las representaciones diplomáticas españolas en Costa Rica, Estados Unidos y Polonia. Fue Vocal Asesor del Departamento Internacional del Gabinete del Presidente del Gobierno y, posteriormente, Cónsul General de España en Houston, Montreal y Bruselas. El año 2000 fue nombrado Jefe de Área de Organización Técnica en la Dirección General de la Oficina de Información Diplomática. De 2004 a 2007 fue Subdirector General de Europa Occidental en la Dirección General de Política Exterior para Europa y América del Norte del Ministerio de Asuntos Exteriores. 
Ha sido embajador de España en Filipinas —con concurrencia también en las Islas Marshall, los Estados Federados de Micronesia y Palaos— (2007-2011), y posteriormente en Corea del Sur (2011-2014).